# Murray Marble
Murray Marble (Worcester, 17 febbraio 1885 – Worcester, 17 febbraio 1919) è stato un compositore di scacchi statunitense.
Affetto da una malattia invalidante (probabilmente poliomielite), non si spostò mai dalla sua città natale di Worcester nel Massachusetts. All'età di 15 anni vinse una partita contro Harry Nelson Pillsbury, che aveva dato una simultanea alla cieca su quattro scacchiere nella sua città.
Compose un centinaio di problemi in due e tre mosse, vincendo numerosi premi. Nel concorso Préti Memorial Tourney, organizzato nel 1908 dalla rivista francese La Stratégie, vinse il primo premio sia nella sezione due mosse che nella sezione tre mosse.
Il problemista Alain C. White, nel libro A Sketchbook of American Chess Problemists (1942), lo descrive così:

«Marble non sarà tuttavia ricordato solo come compositore, ma come un amico di altri compositori. La sua vita fu quella di un invalido, con lunghi periodi di sofferenza e debolezza ... La sua morte prematura ha portato via una delle figure più amabili e gentili che il mondo problemistico americano abbia avuto la fortuna di produrre.»
Morì all'età di 34 anni a causa dell'epidemia di influenza spagnola che aveva colpito gli Stati Uniti dopo la fine della prima guerra mondiale, durante la quale morì anche un suo fratello.
Due suoi problemi:
|   | a | b | c | d | e | f | g | h |   |
| 8 | a8 donna del bianco · g7 cavallo del bianco · a6 re del bianco · b6 pedone del nero · g6 alfiere del bianco · d5 pedone del nero · e5 pedone del nero · g5 cavallo del nero · d4 re del nero · f4 torre del nero · a3 pedone del nero · c3 torre del bianco · h3 torre del bianco · e2 torre del nero · f2 cavallo del nero · a1 alfiere del bianco · h1 donna del nero | a8 donna del bianco · g7 cavallo del bianco · a6 re del bianco · b6 pedone del nero · g6 alfiere del bianco · d5 pedone del nero · e5 pedone del nero · g5 cavallo del nero · d4 re del nero · f4 torre del nero · a3 pedone del nero · c3 torre del bianco · h3 torre del bianco · e2 torre del nero · f2 cavallo del nero · a1 alfiere del bianco · h1 donna del nero | a8 donna del bianco · g7 cavallo del bianco · a6 re del bianco · b6 pedone del nero · g6 alfiere del bianco · d5 pedone del nero · e5 pedone del nero · g5 cavallo del nero · d4 re del nero · f4 torre del nero · a3 pedone del nero · c3 torre del bianco · h3 torre del bianco · e2 torre del nero · f2 cavallo del nero · a1 alfiere del bianco · h1 donna del nero | a8 donna del bianco · g7 cavallo del bianco · a6 re del bianco · b6 pedone del nero · g6 alfiere del bianco · d5 pedone del nero · e5 pedone del nero · g5 cavallo del nero · d4 re del nero · f4 torre del nero · a3 pedone del nero · c3 torre del bianco · h3 torre del bianco · e2 torre del nero · f2 cavallo del nero · a1 alfiere del bianco · h1 donna del nero | a8 donna del bianco · g7 cavallo del bianco · a6 re del bianco · b6 pedone del nero · g6 alfiere del bianco · d5 pedone del nero · e5 pedone del nero · g5 cavallo del nero · d4 re del nero · f4 torre del nero · a3 pedone del nero · c3 torre del bianco · h3 torre del bianco · e2 torre del nero · f2 cavallo del nero · a1 alfiere del bianco · h1 donna del nero | a8 donna del bianco · g7 cavallo del bianco · a6 re del bianco · b6 pedone del nero · g6 alfiere del bianco · d5 pedone del nero · e5 pedone del nero · g5 cavallo del nero · d4 re del nero · f4 torre del nero · a3 pedone del nero · c3 torre del bianco · h3 torre del bianco · e2 torre del nero · f2 cavallo del nero · a1 alfiere del bianco · h1 donna del nero | a8 donna del bianco · g7 cavallo del bianco · a6 re del bianco · b6 pedone del nero · g6 alfiere del bianco · d5 pedone del nero · e5 pedone del nero · g5 cavallo del nero · d4 re del nero · f4 torre del nero · a3 pedone del nero · c3 torre del bianco · h3 torre del bianco · e2 torre del nero · f2 cavallo del nero · a1 alfiere del bianco · h1 donna del nero | a8 donna del bianco · g7 cavallo del bianco · a6 re del bianco · b6 pedone del nero · g6 alfiere del bianco · d5 pedone del nero · e5 pedone del nero · g5 cavallo del nero · d4 re del nero · f4 torre del nero · a3 pedone del nero · c3 torre del bianco · h3 torre del bianco · e2 torre del nero · f2 cavallo del nero · a1 alfiere del bianco · h1 donna del nero | 8 |
| 7 | a8 donna del bianco · g7 cavallo del bianco · a6 re del bianco · b6 pedone del nero · g6 alfiere del bianco · d5 pedone del nero · e5 pedone del nero · g5 cavallo del nero · d4 re del nero · f4 torre del nero · a3 pedone del nero · c3 torre del bianco · h3 torre del bianco · e2 torre del nero · f2 cavallo del nero · a1 alfiere del bianco · h1 donna del nero | a8 donna del bianco · g7 cavallo del bianco · a6 re del bianco · b6 pedone del nero · g6 alfiere del bianco · d5 pedone del nero · e5 pedone del nero · g5 cavallo del nero · d4 re del nero · f4 torre del nero · a3 pedone del nero · c3 torre del bianco · h3 torre del bianco · e2 torre del nero · f2 cavallo del nero · a1 alfiere del bianco · h1 donna del nero | a8 donna del bianco · g7 cavallo del bianco · a6 re del bianco · b6 pedone del nero · g6 alfiere del bianco · d5 pedone del nero · e5 pedone del nero · g5 cavallo del nero · d4 re del nero · f4 torre del nero · a3 pedone del nero · c3 torre del bianco · h3 torre del bianco · e2 torre del nero · f2 cavallo del nero · a1 alfiere del bianco · h1 donna del nero | a8 donna del bianco · g7 cavallo del bianco · a6 re del bianco · b6 pedone del nero · g6 alfiere del bianco · d5 pedone del nero · e5 pedone del nero · g5 cavallo del nero · d4 re del nero · f4 torre del nero · a3 pedone del nero · c3 torre del bianco · h3 torre del bianco · e2 torre del nero · f2 cavallo del nero · a1 alfiere del bianco · h1 donna del nero | a8 donna del bianco · g7 cavallo del bianco · a6 re del bianco · b6 pedone del nero · g6 alfiere del bianco · d5 pedone del nero · e5 pedone del nero · g5 cavallo del nero · d4 re del nero · f4 torre del nero · a3 pedone del nero · c3 torre del bianco · h3 torre del bianco · e2 torre del nero · f2 cavallo del nero · a1 alfiere del bianco · h1 donna del nero | a8 donna del bianco · g7 cavallo del bianco · a6 re del bianco · b6 pedone del nero · g6 alfiere del bianco · d5 pedone del nero · e5 pedone del nero · g5 cavallo del nero · d4 re del nero · f4 torre del nero · a3 pedone del nero · c3 torre del bianco · h3 torre del bianco · e2 torre del nero · f2 cavallo del nero · a1 alfiere del bianco · h1 donna del nero | a8 donna del bianco · g7 cavallo del bianco · a6 re del bianco · b6 pedone del nero · g6 alfiere del bianco · d5 pedone del nero · e5 pedone del nero · g5 cavallo del nero · d4 re del nero · f4 torre del nero · a3 pedone del nero · c3 torre del bianco · h3 torre del bianco · e2 torre del nero · f2 cavallo del nero · a1 alfiere del bianco · h1 donna del nero | a8 donna del bianco · g7 cavallo del bianco · a6 re del bianco · b6 pedone del nero · g6 alfiere del bianco · d5 pedone del nero · e5 pedone del nero · g5 cavallo del nero · d4 re del nero · f4 torre del nero · a3 pedone del nero · c3 torre del bianco · h3 torre del bianco · e2 torre del nero · f2 cavallo del nero · a1 alfiere del bianco · h1 donna del nero | 7 |
| 6 | a8 donna del bianco · g7 cavallo del bianco · a6 re del bianco · b6 pedone del nero · g6 alfiere del bianco · d5 pedone del nero · e5 pedone del nero · g5 cavallo del nero · d4 re del nero · f4 torre del nero · a3 pedone del nero · c3 torre del bianco · h3 torre del bianco · e2 torre del nero · f2 cavallo del nero · a1 alfiere del bianco · h1 donna del nero | a8 donna del bianco · g7 cavallo del bianco · a6 re del bianco · b6 pedone del nero · g6 alfiere del bianco · d5 pedone del nero · e5 pedone del nero · g5 cavallo del nero · d4 re del nero · f4 torre del nero · a3 pedone del nero · c3 torre del bianco · h3 torre del bianco · e2 torre del nero · f2 cavallo del nero · a1 alfiere del bianco · h1 donna del nero | a8 donna del bianco · g7 cavallo del bianco · a6 re del bianco · b6 pedone del nero · g6 alfiere del bianco · d5 pedone del nero · e5 pedone del nero · g5 cavallo del nero · d4 re del nero · f4 torre del nero · a3 pedone del nero · c3 torre del bianco · h3 torre del bianco · e2 torre del nero · f2 cavallo del nero · a1 alfiere del bianco · h1 donna del nero | a8 donna del bianco · g7 cavallo del bianco · a6 re del bianco · b6 pedone del nero · g6 alfiere del bianco · d5 pedone del nero · e5 pedone del nero · g5 cavallo del nero · d4 re del nero · f4 torre del nero · a3 pedone del nero · c3 torre del bianco · h3 torre del bianco · e2 torre del nero · f2 cavallo del nero · a1 alfiere del bianco · h1 donna del nero | a8 donna del bianco · g7 cavallo del bianco · a6 re del bianco · b6 pedone del nero · g6 alfiere del bianco · d5 pedone del nero · e5 pedone del nero · g5 cavallo del nero · d4 re del nero · f4 torre del nero · a3 pedone del nero · c3 torre del bianco · h3 torre del bianco · e2 torre del nero · f2 cavallo del nero · a1 alfiere del bianco · h1 donna del nero | a8 donna del bianco · g7 cavallo del bianco · a6 re del bianco · b6 pedone del nero · g6 alfiere del bianco · d5 pedone del nero · e5 pedone del nero · g5 cavallo del nero · d4 re del nero · f4 torre del nero · a3 pedone del nero · c3 torre del bianco · h3 torre del bianco · e2 torre del nero · f2 cavallo del nero · a1 alfiere del bianco · h1 donna del nero | a8 donna del bianco · g7 cavallo del bianco · a6 re del bianco · b6 pedone del nero · g6 alfiere del bianco · d5 pedone del nero · e5 pedone del nero · g5 cavallo del nero · d4 re del nero · f4 torre del nero · a3 pedone del nero · c3 torre del bianco · h3 torre del bianco · e2 torre del nero · f2 cavallo del nero · a1 alfiere del bianco · h1 donna del nero | a8 donna del bianco · g7 cavallo del bianco · a6 re del bianco · b6 pedone del nero · g6 alfiere del bianco · d5 pedone del nero · e5 pedone del nero · g5 cavallo del nero · d4 re del nero · f4 torre del nero · a3 pedone del nero · c3 torre del bianco · h3 torre del bianco · e2 torre del nero · f2 cavallo del nero · a1 alfiere del bianco · h1 donna del nero | 6 |
| 5 | a8 donna del bianco · g7 cavallo del bianco · a6 re del bianco · b6 pedone del nero · g6 alfiere del bianco · d5 pedone del nero · e5 pedone del nero · g5 cavallo del nero · d4 re del nero · f4 torre del nero · a3 pedone del nero · c3 torre del bianco · h3 torre del bianco · e2 torre del nero · f2 cavallo del nero · a1 alfiere del bianco · h1 donna del nero | a8 donna del bianco · g7 cavallo del bianco · a6 re del bianco · b6 pedone del nero · g6 alfiere del bianco · d5 pedone del nero · e5 pedone del nero · g5 cavallo del nero · d4 re del nero · f4 torre del nero · a3 pedone del nero · c3 torre del bianco · h3 torre del bianco · e2 torre del nero · f2 cavallo del nero · a1 alfiere del bianco · h1 donna del nero | a8 donna del bianco · g7 cavallo del bianco · a6 re del bianco · b6 pedone del nero · g6 alfiere del bianco · d5 pedone del nero · e5 pedone del nero · g5 cavallo del nero · d4 re del nero · f4 torre del nero · a3 pedone del nero · c3 torre del bianco · h3 torre del bianco · e2 torre del nero · f2 cavallo del nero · a1 alfiere del bianco · h1 donna del nero | a8 donna del bianco · g7 cavallo del bianco · a6 re del bianco · b6 pedone del nero · g6 alfiere del bianco · d5 pedone del nero · e5 pedone del nero · g5 cavallo del nero · d4 re del nero · f4 torre del nero · a3 pedone del nero · c3 torre del bianco · h3 torre del bianco · e2 torre del nero · f2 cavallo del nero · a1 alfiere del bianco · h1 donna del nero | a8 donna del bianco · g7 cavallo del bianco · a6 re del bianco · b6 pedone del nero · g6 alfiere del bianco · d5 pedone del nero · e5 pedone del nero · g5 cavallo del nero · d4 re del nero · f4 torre del nero · a3 pedone del nero · c3 torre del bianco · h3 torre del bianco · e2 torre del nero · f2 cavallo del nero · a1 alfiere del bianco · h1 donna del nero | a8 donna del bianco · g7 cavallo del bianco · a6 re del bianco · b6 pedone del nero · g6 alfiere del bianco · d5 pedone del nero · e5 pedone del nero · g5 cavallo del nero · d4 re del nero · f4 torre del nero · a3 pedone del nero · c3 torre del bianco · h3 torre del bianco · e2 torre del nero · f2 cavallo del nero · a1 alfiere del bianco · h1 donna del nero | a8 donna del bianco · g7 cavallo del bianco · a6 re del bianco · b6 pedone del nero · g6 alfiere del bianco · d5 pedone del nero · e5 pedone del nero · g5 cavallo del nero · d4 re del nero · f4 torre del nero · a3 pedone del nero · c3 torre del bianco · h3 torre del bianco · e2 torre del nero · f2 cavallo del nero · a1 alfiere del bianco · h1 donna del nero | a8 donna del bianco · g7 cavallo del bianco · a6 re del bianco · b6 pedone del nero · g6 alfiere del bianco · d5 pedone del nero · e5 pedone del nero · g5 cavallo del nero · d4 re del nero · f4 torre del nero · a3 pedone del nero · c3 torre del bianco · h3 torre del bianco · e2 torre del nero · f2 cavallo del nero · a1 alfiere del bianco · h1 donna del nero | 5 |
| 4 | a8 donna del bianco · g7 cavallo del bianco · a6 re del bianco · b6 pedone del nero · g6 alfiere del bianco · d5 pedone del nero · e5 pedone del nero · g5 cavallo del nero · d4 re del nero · f4 torre del nero · a3 pedone del nero · c3 torre del bianco · h3 torre del bianco · e2 torre del nero · f2 cavallo del nero · a1 alfiere del bianco · h1 donna del nero | a8 donna del bianco · g7 cavallo del bianco · a6 re del bianco · b6 pedone del nero · g6 alfiere del bianco · d5 pedone del nero · e5 pedone del nero · g5 cavallo del nero · d4 re del nero · f4 torre del nero · a3 pedone del nero · c3 torre del bianco · h3 torre del bianco · e2 torre del nero · f2 cavallo del nero · a1 alfiere del bianco · h1 donna del nero | a8 donna del bianco · g7 cavallo del bianco · a6 re del bianco · b6 pedone del nero · g6 alfiere del bianco · d5 pedone del nero · e5 pedone del nero · g5 cavallo del nero · d4 re del nero · f4 torre del nero · a3 pedone del nero · c3 torre del bianco · h3 torre del bianco · e2 torre del nero · f2 cavallo del nero · a1 alfiere del bianco · h1 donna del nero | a8 donna del bianco · g7 cavallo del bianco · a6 re del bianco · b6 pedone del nero · g6 alfiere del bianco · d5 pedone del nero · e5 pedone del nero · g5 cavallo del nero · d4 re del nero · f4 torre del nero · a3 pedone del nero · c3 torre del bianco · h3 torre del bianco · e2 torre del nero · f2 cavallo del nero · a1 alfiere del bianco · h1 donna del nero | a8 donna del bianco · g7 cavallo del bianco · a6 re del bianco · b6 pedone del nero · g6 alfiere del bianco · d5 pedone del nero · e5 pedone del nero · g5 cavallo del nero · d4 re del nero · f4 torre del nero · a3 pedone del nero · c3 torre del bianco · h3 torre del bianco · e2 torre del nero · f2 cavallo del nero · a1 alfiere del bianco · h1 donna del nero | a8 donna del bianco · g7 cavallo del bianco · a6 re del bianco · b6 pedone del nero · g6 alfiere del bianco · d5 pedone del nero · e5 pedone del nero · g5 cavallo del nero · d4 re del nero · f4 torre del nero · a3 pedone del nero · c3 torre del bianco · h3 torre del bianco · e2 torre del nero · f2 cavallo del nero · a1 alfiere del bianco · h1 donna del nero | a8 donna del bianco · g7 cavallo del bianco · a6 re del bianco · b6 pedone del nero · g6 alfiere del bianco · d5 pedone del nero · e5 pedone del nero · g5 cavallo del nero · d4 re del nero · f4 torre del nero · a3 pedone del nero · c3 torre del bianco · h3 torre del bianco · e2 torre del nero · f2 cavallo del nero · a1 alfiere del bianco · h1 donna del nero | a8 donna del bianco · g7 cavallo del bianco · a6 re del bianco · b6 pedone del nero · g6 alfiere del bianco · d5 pedone del nero · e5 pedone del nero · g5 cavallo del nero · d4 re del nero · f4 torre del nero · a3 pedone del nero · c3 torre del bianco · h3 torre del bianco · e2 torre del nero · f2 cavallo del nero · a1 alfiere del bianco · h1 donna del nero | 4 |
| 3 | a8 donna del bianco · g7 cavallo del bianco · a6 re del bianco · b6 pedone del nero · g6 alfiere del bianco · d5 pedone del nero · e5 pedone del nero · g5 cavallo del nero · d4 re del nero · f4 torre del nero · a3 pedone del nero · c3 torre del bianco · h3 torre del bianco · e2 torre del nero · f2 cavallo del nero · a1 alfiere del bianco · h1 donna del nero | a8 donna del bianco · g7 cavallo del bianco · a6 re del bianco · b6 pedone del nero · g6 alfiere del bianco · d5 pedone del nero · e5 pedone del nero · g5 cavallo del nero · d4 re del nero · f4 torre del nero · a3 pedone del nero · c3 torre del bianco · h3 torre del bianco · e2 torre del nero · f2 cavallo del nero · a1 alfiere del bianco · h1 donna del nero | a8 donna del bianco · g7 cavallo del bianco · a6 re del bianco · b6 pedone del nero · g6 alfiere del bianco · d5 pedone del nero · e5 pedone del nero · g5 cavallo del nero · d4 re del nero · f4 torre del nero · a3 pedone del nero · c3 torre del bianco · h3 torre del bianco · e2 torre del nero · f2 cavallo del nero · a1 alfiere del bianco · h1 donna del nero | a8 donna del bianco · g7 cavallo del bianco · a6 re del bianco · b6 pedone del nero · g6 alfiere del bianco · d5 pedone del nero · e5 pedone del nero · g5 cavallo del nero · d4 re del nero · f4 torre del nero · a3 pedone del nero · c3 torre del bianco · h3 torre del bianco · e2 torre del nero · f2 cavallo del nero · a1 alfiere del bianco · h1 donna del nero | a8 donna del bianco · g7 cavallo del bianco · a6 re del bianco · b6 pedone del nero · g6 alfiere del bianco · d5 pedone del nero · e5 pedone del nero · g5 cavallo del nero · d4 re del nero · f4 torre del nero · a3 pedone del nero · c3 torre del bianco · h3 torre del bianco · e2 torre del nero · f2 cavallo del nero · a1 alfiere del bianco · h1 donna del nero | a8 donna del bianco · g7 cavallo del bianco · a6 re del bianco · b6 pedone del nero · g6 alfiere del bianco · d5 pedone del nero · e5 pedone del nero · g5 cavallo del nero · d4 re del nero · f4 torre del nero · a3 pedone del nero · c3 torre del bianco · h3 torre del bianco · e2 torre del nero · f2 cavallo del nero · a1 alfiere del bianco · h1 donna del nero | a8 donna del bianco · g7 cavallo del bianco · a6 re del bianco · b6 pedone del nero · g6 alfiere del bianco · d5 pedone del nero · e5 pedone del nero · g5 cavallo del nero · d4 re del nero · f4 torre del nero · a3 pedone del nero · c3 torre del bianco · h3 torre del bianco · e2 torre del nero · f2 cavallo del nero · a1 alfiere del bianco · h1 donna del nero | a8 donna del bianco · g7 cavallo del bianco · a6 re del bianco · b6 pedone del nero · g6 alfiere del bianco · d5 pedone del nero · e5 pedone del nero · g5 cavallo del nero · d4 re del nero · f4 torre del nero · a3 pedone del nero · c3 torre del bianco · h3 torre del bianco · e2 torre del nero · f2 cavallo del nero · a1 alfiere del bianco · h1 donna del nero | 3 |
| 2 | a8 donna del bianco · g7 cavallo del bianco · a6 re del bianco · b6 pedone del nero · g6 alfiere del bianco · d5 pedone del nero · e5 pedone del nero · g5 cavallo del nero · d4 re del nero · f4 torre del nero · a3 pedone del nero · c3 torre del bianco · h3 torre del bianco · e2 torre del nero · f2 cavallo del nero · a1 alfiere del bianco · h1 donna del nero | a8 donna del bianco · g7 cavallo del bianco · a6 re del bianco · b6 pedone del nero · g6 alfiere del bianco · d5 pedone del nero · e5 pedone del nero · g5 cavallo del nero · d4 re del nero · f4 torre del nero · a3 pedone del nero · c3 torre del bianco · h3 torre del bianco · e2 torre del nero · f2 cavallo del nero · a1 alfiere del bianco · h1 donna del nero | a8 donna del bianco · g7 cavallo del bianco · a6 re del bianco · b6 pedone del nero · g6 alfiere del bianco · d5 pedone del nero · e5 pedone del nero · g5 cavallo del nero · d4 re del nero · f4 torre del nero · a3 pedone del nero · c3 torre del bianco · h3 torre del bianco · e2 torre del nero · f2 cavallo del nero · a1 alfiere del bianco · h1 donna del nero | a8 donna del bianco · g7 cavallo del bianco · a6 re del bianco · b6 pedone del nero · g6 alfiere del bianco · d5 pedone del nero · e5 pedone del nero · g5 cavallo del nero · d4 re del nero · f4 torre del nero · a3 pedone del nero · c3 torre del bianco · h3 torre del bianco · e2 torre del nero · f2 cavallo del nero · a1 alfiere del bianco · h1 donna del nero | a8 donna del bianco · g7 cavallo del bianco · a6 re del bianco · b6 pedone del nero · g6 alfiere del bianco · d5 pedone del nero · e5 pedone del nero · g5 cavallo del nero · d4 re del nero · f4 torre del nero · a3 pedone del nero · c3 torre del bianco · h3 torre del bianco · e2 torre del nero · f2 cavallo del nero · a1 alfiere del bianco · h1 donna del nero | a8 donna del bianco · g7 cavallo del bianco · a6 re del bianco · b6 pedone del nero · g6 alfiere del bianco · d5 pedone del nero · e5 pedone del nero · g5 cavallo del nero · d4 re del nero · f4 torre del nero · a3 pedone del nero · c3 torre del bianco · h3 torre del bianco · e2 torre del nero · f2 cavallo del nero · a1 alfiere del bianco · h1 donna del nero | a8 donna del bianco · g7 cavallo del bianco · a6 re del bianco · b6 pedone del nero · g6 alfiere del bianco · d5 pedone del nero · e5 pedone del nero · g5 cavallo del nero · d4 re del nero · f4 torre del nero · a3 pedone del nero · c3 torre del bianco · h3 torre del bianco · e2 torre del nero · f2 cavallo del nero · a1 alfiere del bianco · h1 donna del nero | a8 donna del bianco · g7 cavallo del bianco · a6 re del bianco · b6 pedone del nero · g6 alfiere del bianco · d5 pedone del nero · e5 pedone del nero · g5 cavallo del nero · d4 re del nero · f4 torre del nero · a3 pedone del nero · c3 torre del bianco · h3 torre del bianco · e2 torre del nero · f2 cavallo del nero · a1 alfiere del bianco · h1 donna del nero | 2 |
| 1 | a8 donna del bianco · g7 cavallo del bianco · a6 re del bianco · b6 pedone del nero · g6 alfiere del bianco · d5 pedone del nero · e5 pedone del nero · g5 cavallo del nero · d4 re del nero · f4 torre del nero · a3 pedone del nero · c3 torre del bianco · h3 torre del bianco · e2 torre del nero · f2 cavallo del nero · a1 alfiere del bianco · h1 donna del nero | a8 donna del bianco · g7 cavallo del bianco · a6 re del bianco · b6 pedone del nero · g6 alfiere del bianco · d5 pedone del nero · e5 pedone del nero · g5 cavallo del nero · d4 re del nero · f4 torre del nero · a3 pedone del nero · c3 torre del bianco · h3 torre del bianco · e2 torre del nero · f2 cavallo del nero · a1 alfiere del bianco · h1 donna del nero | a8 donna del bianco · g7 cavallo del bianco · a6 re del bianco · b6 pedone del nero · g6 alfiere del bianco · d5 pedone del nero · e5 pedone del nero · g5 cavallo del nero · d4 re del nero · f4 torre del nero · a3 pedone del nero · c3 torre del bianco · h3 torre del bianco · e2 torre del nero · f2 cavallo del nero · a1 alfiere del bianco · h1 donna del nero | a8 donna del bianco · g7 cavallo del bianco · a6 re del bianco · b6 pedone del nero · g6 alfiere del bianco · d5 pedone del nero · e5 pedone del nero · g5 cavallo del nero · d4 re del nero · f4 torre del nero · a3 pedone del nero · c3 torre del bianco · h3 torre del bianco · e2 torre del nero · f2 cavallo del nero · a1 alfiere del bianco · h1 donna del nero | a8 donna del bianco · g7 cavallo del bianco · a6 re del bianco · b6 pedone del nero · g6 alfiere del bianco · d5 pedone del nero · e5 pedone del nero · g5 cavallo del nero · d4 re del nero · f4 torre del nero · a3 pedone del nero · c3 torre del bianco · h3 torre del bianco · e2 torre del nero · f2 cavallo del nero · a1 alfiere del bianco · h1 donna del nero | a8 donna del bianco · g7 cavallo del bianco · a6 re del bianco · b6 pedone del nero · g6 alfiere del bianco · d5 pedone del nero · e5 pedone del nero · g5 cavallo del nero · d4 re del nero · f4 torre del nero · a3 pedone del nero · c3 torre del bianco · h3 torre del bianco · e2 torre del nero · f2 cavallo del nero · a1 alfiere del bianco · h1 donna del nero | a8 donna del bianco · g7 cavallo del bianco · a6 re del bianco · b6 pedone del nero · g6 alfiere del bianco · d5 pedone del nero · e5 pedone del nero · g5 cavallo del nero · d4 re del nero · f4 torre del nero · a3 pedone del nero · c3 torre del bianco · h3 torre del bianco · e2 torre del nero · f2 cavallo del nero · a1 alfiere del bianco · h1 donna del nero | a8 donna del bianco · g7 cavallo del bianco · a6 re del bianco · b6 pedone del nero · g6 alfiere del bianco · d5 pedone del nero · e5 pedone del nero · g5 cavallo del nero · d4 re del nero · f4 torre del nero · a3 pedone del nero · c3 torre del bianco · h3 torre del bianco · e2 torre del nero · f2 cavallo del nero · a1 alfiere del bianco · h1 donna del nero | 1 |
|   | a | b | c | d | e | f | g | h |   |

|   | a | b | c | d | e | f | g | h |   |
| 8 | b8 cavallo del nero · c7 pedone del bianco · d7 alfiere del nero · a6 cavallo del nero · f6 cavallo del bianco · d5 pedone del bianco · e5 cavallo del bianco · f5 re del nero · g5 pedone del nero · b3 pedone del nero · f3 pedone del nero · g3 pedone del bianco · h2 donna del bianco · d1 re del bianco | b8 cavallo del nero · c7 pedone del bianco · d7 alfiere del nero · a6 cavallo del nero · f6 cavallo del bianco · d5 pedone del bianco · e5 cavallo del bianco · f5 re del nero · g5 pedone del nero · b3 pedone del nero · f3 pedone del nero · g3 pedone del bianco · h2 donna del bianco · d1 re del bianco | b8 cavallo del nero · c7 pedone del bianco · d7 alfiere del nero · a6 cavallo del nero · f6 cavallo del bianco · d5 pedone del bianco · e5 cavallo del bianco · f5 re del nero · g5 pedone del nero · b3 pedone del nero · f3 pedone del nero · g3 pedone del bianco · h2 donna del bianco · d1 re del bianco | b8 cavallo del nero · c7 pedone del bianco · d7 alfiere del nero · a6 cavallo del nero · f6 cavallo del bianco · d5 pedone del bianco · e5 cavallo del bianco · f5 re del nero · g5 pedone del nero · b3 pedone del nero · f3 pedone del nero · g3 pedone del bianco · h2 donna del bianco · d1 re del bianco | b8 cavallo del nero · c7 pedone del bianco · d7 alfiere del nero · a6 cavallo del nero · f6 cavallo del bianco · d5 pedone del bianco · e5 cavallo del bianco · f5 re del nero · g5 pedone del nero · b3 pedone del nero · f3 pedone del nero · g3 pedone del bianco · h2 donna del bianco · d1 re del bianco | b8 cavallo del nero · c7 pedone del bianco · d7 alfiere del nero · a6 cavallo del nero · f6 cavallo del bianco · d5 pedone del bianco · e5 cavallo del bianco · f5 re del nero · g5 pedone del nero · b3 pedone del nero · f3 pedone del nero · g3 pedone del bianco · h2 donna del bianco · d1 re del bianco | b8 cavallo del nero · c7 pedone del bianco · d7 alfiere del nero · a6 cavallo del nero · f6 cavallo del bianco · d5 pedone del bianco · e5 cavallo del bianco · f5 re del nero · g5 pedone del nero · b3 pedone del nero · f3 pedone del nero · g3 pedone del bianco · h2 donna del bianco · d1 re del bianco | b8 cavallo del nero · c7 pedone del bianco · d7 alfiere del nero · a6 cavallo del nero · f6 cavallo del bianco · d5 pedone del bianco · e5 cavallo del bianco · f5 re del nero · g5 pedone del nero · b3 pedone del nero · f3 pedone del nero · g3 pedone del bianco · h2 donna del bianco · d1 re del bianco | 8 |
| 7 | b8 cavallo del nero · c7 pedone del bianco · d7 alfiere del nero · a6 cavallo del nero · f6 cavallo del bianco · d5 pedone del bianco · e5 cavallo del bianco · f5 re del nero · g5 pedone del nero · b3 pedone del nero · f3 pedone del nero · g3 pedone del bianco · h2 donna del bianco · d1 re del bianco | b8 cavallo del nero · c7 pedone del bianco · d7 alfiere del nero · a6 cavallo del nero · f6 cavallo del bianco · d5 pedone del bianco · e5 cavallo del bianco · f5 re del nero · g5 pedone del nero · b3 pedone del nero · f3 pedone del nero · g3 pedone del bianco · h2 donna del bianco · d1 re del bianco | b8 cavallo del nero · c7 pedone del bianco · d7 alfiere del nero · a6 cavallo del nero · f6 cavallo del bianco · d5 pedone del bianco · e5 cavallo del bianco · f5 re del nero · g5 pedone del nero · b3 pedone del nero · f3 pedone del nero · g3 pedone del bianco · h2 donna del bianco · d1 re del bianco | b8 cavallo del nero · c7 pedone del bianco · d7 alfiere del nero · a6 cavallo del nero · f6 cavallo del bianco · d5 pedone del bianco · e5 cavallo del bianco · f5 re del nero · g5 pedone del nero · b3 pedone del nero · f3 pedone del nero · g3 pedone del bianco · h2 donna del bianco · d1 re del bianco | b8 cavallo del nero · c7 pedone del bianco · d7 alfiere del nero · a6 cavallo del nero · f6 cavallo del bianco · d5 pedone del bianco · e5 cavallo del bianco · f5 re del nero · g5 pedone del nero · b3 pedone del nero · f3 pedone del nero · g3 pedone del bianco · h2 donna del bianco · d1 re del bianco | b8 cavallo del nero · c7 pedone del bianco · d7 alfiere del nero · a6 cavallo del nero · f6 cavallo del bianco · d5 pedone del bianco · e5 cavallo del bianco · f5 re del nero · g5 pedone del nero · b3 pedone del nero · f3 pedone del nero · g3 pedone del bianco · h2 donna del bianco · d1 re del bianco | b8 cavallo del nero · c7 pedone del bianco · d7 alfiere del nero · a6 cavallo del nero · f6 cavallo del bianco · d5 pedone del bianco · e5 cavallo del bianco · f5 re del nero · g5 pedone del nero · b3 pedone del nero · f3 pedone del nero · g3 pedone del bianco · h2 donna del bianco · d1 re del bianco | b8 cavallo del nero · c7 pedone del bianco · d7 alfiere del nero · a6 cavallo del nero · f6 cavallo del bianco · d5 pedone del bianco · e5 cavallo del bianco · f5 re del nero · g5 pedone del nero · b3 pedone del nero · f3 pedone del nero · g3 pedone del bianco · h2 donna del bianco · d1 re del bianco | 7 |
| 6 | b8 cavallo del nero · c7 pedone del bianco · d7 alfiere del nero · a6 cavallo del nero · f6 cavallo del bianco · d5 pedone del bianco · e5 cavallo del bianco · f5 re del nero · g5 pedone del nero · b3 pedone del nero · f3 pedone del nero · g3 pedone del bianco · h2 donna del bianco · d1 re del bianco | b8 cavallo del nero · c7 pedone del bianco · d7 alfiere del nero · a6 cavallo del nero · f6 cavallo del bianco · d5 pedone del bianco · e5 cavallo del bianco · f5 re del nero · g5 pedone del nero · b3 pedone del nero · f3 pedone del nero · g3 pedone del bianco · h2 donna del bianco · d1 re del bianco | b8 cavallo del nero · c7 pedone del bianco · d7 alfiere del nero · a6 cavallo del nero · f6 cavallo del bianco · d5 pedone del bianco · e5 cavallo del bianco · f5 re del nero · g5 pedone del nero · b3 pedone del nero · f3 pedone del nero · g3 pedone del bianco · h2 donna del bianco · d1 re del bianco | b8 cavallo del nero · c7 pedone del bianco · d7 alfiere del nero · a6 cavallo del nero · f6 cavallo del bianco · d5 pedone del bianco · e5 cavallo del bianco · f5 re del nero · g5 pedone del nero · b3 pedone del nero · f3 pedone del nero · g3 pedone del bianco · h2 donna del bianco · d1 re del bianco | b8 cavallo del nero · c7 pedone del bianco · d7 alfiere del nero · a6 cavallo del nero · f6 cavallo del bianco · d5 pedone del bianco · e5 cavallo del bianco · f5 re del nero · g5 pedone del nero · b3 pedone del nero · f3 pedone del nero · g3 pedone del bianco · h2 donna del bianco · d1 re del bianco | b8 cavallo del nero · c7 pedone del bianco · d7 alfiere del nero · a6 cavallo del nero · f6 cavallo del bianco · d5 pedone del bianco · e5 cavallo del bianco · f5 re del nero · g5 pedone del nero · b3 pedone del nero · f3 pedone del nero · g3 pedone del bianco · h2 donna del bianco · d1 re del bianco | b8 cavallo del nero · c7 pedone del bianco · d7 alfiere del nero · a6 cavallo del nero · f6 cavallo del bianco · d5 pedone del bianco · e5 cavallo del bianco · f5 re del nero · g5 pedone del nero · b3 pedone del nero · f3 pedone del nero · g3 pedone del bianco · h2 donna del bianco · d1 re del bianco | b8 cavallo del nero · c7 pedone del bianco · d7 alfiere del nero · a6 cavallo del nero · f6 cavallo del bianco · d5 pedone del bianco · e5 cavallo del bianco · f5 re del nero · g5 pedone del nero · b3 pedone del nero · f3 pedone del nero · g3 pedone del bianco · h2 donna del bianco · d1 re del bianco | 6 |
| 5 | b8 cavallo del nero · c7 pedone del bianco · d7 alfiere del nero · a6 cavallo del nero · f6 cavallo del bianco · d5 pedone del bianco · e5 cavallo del bianco · f5 re del nero · g5 pedone del nero · b3 pedone del nero · f3 pedone del nero · g3 pedone del bianco · h2 donna del bianco · d1 re del bianco | b8 cavallo del nero · c7 pedone del bianco · d7 alfiere del nero · a6 cavallo del nero · f6 cavallo del bianco · d5 pedone del bianco · e5 cavallo del bianco · f5 re del nero · g5 pedone del nero · b3 pedone del nero · f3 pedone del nero · g3 pedone del bianco · h2 donna del bianco · d1 re del bianco | b8 cavallo del nero · c7 pedone del bianco · d7 alfiere del nero · a6 cavallo del nero · f6 cavallo del bianco · d5 pedone del bianco · e5 cavallo del bianco · f5 re del nero · g5 pedone del nero · b3 pedone del nero · f3 pedone del nero · g3 pedone del bianco · h2 donna del bianco · d1 re del bianco | b8 cavallo del nero · c7 pedone del bianco · d7 alfiere del nero · a6 cavallo del nero · f6 cavallo del bianco · d5 pedone del bianco · e5 cavallo del bianco · f5 re del nero · g5 pedone del nero · b3 pedone del nero · f3 pedone del nero · g3 pedone del bianco · h2 donna del bianco · d1 re del bianco | b8 cavallo del nero · c7 pedone del bianco · d7 alfiere del nero · a6 cavallo del nero · f6 cavallo del bianco · d5 pedone del bianco · e5 cavallo del bianco · f5 re del nero · g5 pedone del nero · b3 pedone del nero · f3 pedone del nero · g3 pedone del bianco · h2 donna del bianco · d1 re del bianco | b8 cavallo del nero · c7 pedone del bianco · d7 alfiere del nero · a6 cavallo del nero · f6 cavallo del bianco · d5 pedone del bianco · e5 cavallo del bianco · f5 re del nero · g5 pedone del nero · b3 pedone del nero · f3 pedone del nero · g3 pedone del bianco · h2 donna del bianco · d1 re del bianco | b8 cavallo del nero · c7 pedone del bianco · d7 alfiere del nero · a6 cavallo del nero · f6 cavallo del bianco · d5 pedone del bianco · e5 cavallo del bianco · f5 re del nero · g5 pedone del nero · b3 pedone del nero · f3 pedone del nero · g3 pedone del bianco · h2 donna del bianco · d1 re del bianco | b8 cavallo del nero · c7 pedone del bianco · d7 alfiere del nero · a6 cavallo del nero · f6 cavallo del bianco · d5 pedone del bianco · e5 cavallo del bianco · f5 re del nero · g5 pedone del nero · b3 pedone del nero · f3 pedone del nero · g3 pedone del bianco · h2 donna del bianco · d1 re del bianco | 5 |
| 4 | b8 cavallo del nero · c7 pedone del bianco · d7 alfiere del nero · a6 cavallo del nero · f6 cavallo del bianco · d5 pedone del bianco · e5 cavallo del bianco · f5 re del nero · g5 pedone del nero · b3 pedone del nero · f3 pedone del nero · g3 pedone del bianco · h2 donna del bianco · d1 re del bianco | b8 cavallo del nero · c7 pedone del bianco · d7 alfiere del nero · a6 cavallo del nero · f6 cavallo del bianco · d5 pedone del bianco · e5 cavallo del bianco · f5 re del nero · g5 pedone del nero · b3 pedone del nero · f3 pedone del nero · g3 pedone del bianco · h2 donna del bianco · d1 re del bianco | b8 cavallo del nero · c7 pedone del bianco · d7 alfiere del nero · a6 cavallo del nero · f6 cavallo del bianco · d5 pedone del bianco · e5 cavallo del bianco · f5 re del nero · g5 pedone del nero · b3 pedone del nero · f3 pedone del nero · g3 pedone del bianco · h2 donna del bianco · d1 re del bianco | b8 cavallo del nero · c7 pedone del bianco · d7 alfiere del nero · a6 cavallo del nero · f6 cavallo del bianco · d5 pedone del bianco · e5 cavallo del bianco · f5 re del nero · g5 pedone del nero · b3 pedone del nero · f3 pedone del nero · g3 pedone del bianco · h2 donna del bianco · d1 re del bianco | b8 cavallo del nero · c7 pedone del bianco · d7 alfiere del nero · a6 cavallo del nero · f6 cavallo del bianco · d5 pedone del bianco · e5 cavallo del bianco · f5 re del nero · g5 pedone del nero · b3 pedone del nero · f3 pedone del nero · g3 pedone del bianco · h2 donna del bianco · d1 re del bianco | b8 cavallo del nero · c7 pedone del bianco · d7 alfiere del nero · a6 cavallo del nero · f6 cavallo del bianco · d5 pedone del bianco · e5 cavallo del bianco · f5 re del nero · g5 pedone del nero · b3 pedone del nero · f3 pedone del nero · g3 pedone del bianco · h2 donna del bianco · d1 re del bianco | b8 cavallo del nero · c7 pedone del bianco · d7 alfiere del nero · a6 cavallo del nero · f6 cavallo del bianco · d5 pedone del bianco · e5 cavallo del bianco · f5 re del nero · g5 pedone del nero · b3 pedone del nero · f3 pedone del nero · g3 pedone del bianco · h2 donna del bianco · d1 re del bianco | b8 cavallo del nero · c7 pedone del bianco · d7 alfiere del nero · a6 cavallo del nero · f6 cavallo del bianco · d5 pedone del bianco · e5 cavallo del bianco · f5 re del nero · g5 pedone del nero · b3 pedone del nero · f3 pedone del nero · g3 pedone del bianco · h2 donna del bianco · d1 re del bianco | 4 |
| 3 | b8 cavallo del nero · c7 pedone del bianco · d7 alfiere del nero · a6 cavallo del nero · f6 cavallo del bianco · d5 pedone del bianco · e5 cavallo del bianco · f5 re del nero · g5 pedone del nero · b3 pedone del nero · f3 pedone del nero · g3 pedone del bianco · h2 donna del bianco · d1 re del bianco | b8 cavallo del nero · c7 pedone del bianco · d7 alfiere del nero · a6 cavallo del nero · f6 cavallo del bianco · d5 pedone del bianco · e5 cavallo del bianco · f5 re del nero · g5 pedone del nero · b3 pedone del nero · f3 pedone del nero · g3 pedone del bianco · h2 donna del bianco · d1 re del bianco | b8 cavallo del nero · c7 pedone del bianco · d7 alfiere del nero · a6 cavallo del nero · f6 cavallo del bianco · d5 pedone del bianco · e5 cavallo del bianco · f5 re del nero · g5 pedone del nero · b3 pedone del nero · f3 pedone del nero · g3 pedone del bianco · h2 donna del bianco · d1 re del bianco | b8 cavallo del nero · c7 pedone del bianco · d7 alfiere del nero · a6 cavallo del nero · f6 cavallo del bianco · d5 pedone del bianco · e5 cavallo del bianco · f5 re del nero · g5 pedone del nero · b3 pedone del nero · f3 pedone del nero · g3 pedone del bianco · h2 donna del bianco · d1 re del bianco | b8 cavallo del nero · c7 pedone del bianco · d7 alfiere del nero · a6 cavallo del nero · f6 cavallo del bianco · d5 pedone del bianco · e5 cavallo del bianco · f5 re del nero · g5 pedone del nero · b3 pedone del nero · f3 pedone del nero · g3 pedone del bianco · h2 donna del bianco · d1 re del bianco | b8 cavallo del nero · c7 pedone del bianco · d7 alfiere del nero · a6 cavallo del nero · f6 cavallo del bianco · d5 pedone del bianco · e5 cavallo del bianco · f5 re del nero · g5 pedone del nero · b3 pedone del nero · f3 pedone del nero · g3 pedone del bianco · h2 donna del bianco · d1 re del bianco | b8 cavallo del nero · c7 pedone del bianco · d7 alfiere del nero · a6 cavallo del nero · f6 cavallo del bianco · d5 pedone del bianco · e5 cavallo del bianco · f5 re del nero · g5 pedone del nero · b3 pedone del nero · f3 pedone del nero · g3 pedone del bianco · h2 donna del bianco · d1 re del bianco | b8 cavallo del nero · c7 pedone del bianco · d7 alfiere del nero · a6 cavallo del nero · f6 cavallo del bianco · d5 pedone del bianco · e5 cavallo del bianco · f5 re del nero · g5 pedone del nero · b3 pedone del nero · f3 pedone del nero · g3 pedone del bianco · h2 donna del bianco · d1 re del bianco | 3 |
| 2 | b8 cavallo del nero · c7 pedone del bianco · d7 alfiere del nero · a6 cavallo del nero · f6 cavallo del bianco · d5 pedone del bianco · e5 cavallo del bianco · f5 re del nero · g5 pedone del nero · b3 pedone del nero · f3 pedone del nero · g3 pedone del bianco · h2 donna del bianco · d1 re del bianco | b8 cavallo del nero · c7 pedone del bianco · d7 alfiere del nero · a6 cavallo del nero · f6 cavallo del bianco · d5 pedone del bianco · e5 cavallo del bianco · f5 re del nero · g5 pedone del nero · b3 pedone del nero · f3 pedone del nero · g3 pedone del bianco · h2 donna del bianco · d1 re del bianco | b8 cavallo del nero · c7 pedone del bianco · d7 alfiere del nero · a6 cavallo del nero · f6 cavallo del bianco · d5 pedone del bianco · e5 cavallo del bianco · f5 re del nero · g5 pedone del nero · b3 pedone del nero · f3 pedone del nero · g3 pedone del bianco · h2 donna del bianco · d1 re del bianco | b8 cavallo del nero · c7 pedone del bianco · d7 alfiere del nero · a6 cavallo del nero · f6 cavallo del bianco · d5 pedone del bianco · e5 cavallo del bianco · f5 re del nero · g5 pedone del nero · b3 pedone del nero · f3 pedone del nero · g3 pedone del bianco · h2 donna del bianco · d1 re del bianco | b8 cavallo del nero · c7 pedone del bianco · d7 alfiere del nero · a6 cavallo del nero · f6 cavallo del bianco · d5 pedone del bianco · e5 cavallo del bianco · f5 re del nero · g5 pedone del nero · b3 pedone del nero · f3 pedone del nero · g3 pedone del bianco · h2 donna del bianco · d1 re del bianco | b8 cavallo del nero · c7 pedone del bianco · d7 alfiere del nero · a6 cavallo del nero · f6 cavallo del bianco · d5 pedone del bianco · e5 cavallo del bianco · f5 re del nero · g5 pedone del nero · b3 pedone del nero · f3 pedone del nero · g3 pedone del bianco · h2 donna del bianco · d1 re del bianco | b8 cavallo del nero · c7 pedone del bianco · d7 alfiere del nero · a6 cavallo del nero · f6 cavallo del bianco · d5 pedone del bianco · e5 cavallo del bianco · f5 re del nero · g5 pedone del nero · b3 pedone del nero · f3 pedone del nero · g3 pedone del bianco · h2 donna del bianco · d1 re del bianco | b8 cavallo del nero · c7 pedone del bianco · d7 alfiere del nero · a6 cavallo del nero · f6 cavallo del bianco · d5 pedone del bianco · e5 cavallo del bianco · f5 re del nero · g5 pedone del nero · b3 pedone del nero · f3 pedone del nero · g3 pedone del bianco · h2 donna del bianco · d1 re del bianco | 2 |
| 1 | b8 cavallo del nero · c7 pedone del bianco · d7 alfiere del nero · a6 cavallo del nero · f6 cavallo del bianco · d5 pedone del bianco · e5 cavallo del bianco · f5 re del nero · g5 pedone del nero · b3 pedone del nero · f3 pedone del nero · g3 pedone del bianco · h2 donna del bianco · d1 re del bianco | b8 cavallo del nero · c7 pedone del bianco · d7 alfiere del nero · a6 cavallo del nero · f6 cavallo del bianco · d5 pedone del bianco · e5 cavallo del bianco · f5 re del nero · g5 pedone del nero · b3 pedone del nero · f3 pedone del nero · g3 pedone del bianco · h2 donna del bianco · d1 re del bianco | b8 cavallo del nero · c7 pedone del bianco · d7 alfiere del nero · a6 cavallo del nero · f6 cavallo del bianco · d5 pedone del bianco · e5 cavallo del bianco · f5 re del nero · g5 pedone del nero · b3 pedone del nero · f3 pedone del nero · g3 pedone del bianco · h2 donna del bianco · d1 re del bianco | b8 cavallo del nero · c7 pedone del bianco · d7 alfiere del nero · a6 cavallo del nero · f6 cavallo del bianco · d5 pedone del bianco · e5 cavallo del bianco · f5 re del nero · g5 pedone del nero · b3 pedone del nero · f3 pedone del nero · g3 pedone del bianco · h2 donna del bianco · d1 re del bianco | b8 cavallo del nero · c7 pedone del bianco · d7 alfiere del nero · a6 cavallo del nero · f6 cavallo del bianco · d5 pedone del bianco · e5 cavallo del bianco · f5 re del nero · g5 pedone del nero · b3 pedone del nero · f3 pedone del nero · g3 pedone del bianco · h2 donna del bianco · d1 re del bianco | b8 cavallo del nero · c7 pedone del bianco · d7 alfiere del nero · a6 cavallo del nero · f6 cavallo del bianco · d5 pedone del bianco · e5 cavallo del bianco · f5 re del nero · g5 pedone del nero · b3 pedone del nero · f3 pedone del nero · g3 pedone del bianco · h2 donna del bianco · d1 re del bianco | b8 cavallo del nero · c7 pedone del bianco · d7 alfiere del nero · a6 cavallo del nero · f6 cavallo del bianco · d5 pedone del bianco · e5 cavallo del bianco · f5 re del nero · g5 pedone del nero · b3 pedone del nero · f3 pedone del nero · g3 pedone del bianco · h2 donna del bianco · d1 re del bianco | b8 cavallo del nero · c7 pedone del bianco · d7 alfiere del nero · a6 cavallo del nero · f6 cavallo del bianco · d5 pedone del bianco · e5 cavallo del bianco · f5 re del nero · g5 pedone del nero · b3 pedone del nero · f3 pedone del nero · g3 pedone del bianco · h2 donna del bianco · d1 re del bianco | 1 |
|   | a | b | c | d | e | f | g | h |   |

Soluzione:
1. c8=C ! (min. 2. Ceg4/Cce7#)

1...b2/f2  2. g4+ Rxf6  3. Dh8#

1...Rxf6  2. Dh8+ Rf5  3. Cd6#

1...Rxe5  2. Db2+ Rf5  3. Ce7#

1...g4   2. Dh6 ...  3. Df4#

1...Cb4  2. g4+ Rxf6  3. Dh8#

1...Axc8  2. Cg4 ...  3. Dh7#